# 손바닥난초
손바닥난초는 제주도와 충청지역에서 자라는 여러해살이풀로서 고산지역의 습지에서 자란다. 높이 30~60cm이며 잎은 어긋나고 4~6개씩 붙는다. 꽃은 7-8월에 피고 연한 홍자색이며 꽃이삭에 많은 꽃이 달린다. 꽃받침 조각은 끝이 둔하고 꽃잎은 꽃받침보다 짧다. 순판은 거의 비슷한 크기로 3개로 갈라지고 꿀주머니는 길다. 뿌리가 손바닥같이 생겨서 손바닥난초라고 한다. 한국 · 일본 · 사할린 · 중국 · 시베리아 및 유럽에 분포한다.